# Dombühl
Dombühl è un comune tedesco di 1 678 abitanti, situato nel land della Baviera.